# 図書館職員養成所
図書館職員養成所（としょかんしょくいんようせいじょ）は、かつて存在した日本の図書館職員養成機関である。

## 概要
戦前に設置され、第二次世界大戦末期に閉鎖された文部省管轄下の図書館講習所の後身として戦後に設置された。設置当初は帝国図書館（のち国立図書館）の管轄下であったが、のち文部省に移管された。図書館短期大学（図書館情報大学の前身）への改組に伴い廃止された。筑波大学図書館情報専門学群および同大学院図書館情報メディア研究科の源流となる機関の一つである。

## 沿革
- 1945年3月：図書館講習所の一時閉鎖。
- 1947年5月：帝国図書館附属図書館職員養成所設置。
- 1947年8月：舟木重彦所長就任。
- 1947年12月：帝国図書館が国立図書館と改称されるに伴い国立図書館附属図書館職員養成所と改称。
- 1949年4月：国立図書館廃庁に伴い文部省所管となり、文部省図書館職員養成所と改称。
- 1951年3月：舟木重彦死去。近藤春文（文部省社会教育局課長）所長を併任。
- 1951年10月：大志万準治所長就任。
- 1953年8月：伊東正勝所長就任。
- 1964年4月：図書館短期大学設置。
- 1964年12月：東京都世田谷区下馬3-35に移転。
- 1965年3月：図書館職員養成所廃止。